# Estero Popeta
Estero Popeta är ett vattendrag i Chile.   Det ligger i regionen Región Metropolitana de Santiago, i den södra delen av landet, 80 km sydväst om huvudstaden Santiago de Chile.
Omgivningarna runt Estero Popeta är i huvudsak ett öppet busklandskap. Runt Estero Popeta är det ganska glesbefolkat, med 23 invånare per kvadratkilometer.